# 카시오페이아 (열차)
카시오페이아(일본어: カシオペア 카시오페아[*])는 동일본 여객철도가 운행하는 침대 특급열차이다. 운행 구간은 우에노 - 삿포로 구간이다. 일본에서 가장 유명한 침대 특급열차로서, 일본에서도 철도 마니아들이라면 꼭 한번 타 보고 싶어하는 열차 중에 하나다. ‘카시오페이아 스위트’, ‘카시오페이아딜럭스’, ‘카시오페이아 트윈’, ‘카시오페이아 컴포트’ 등으로 객실이 구분된다. 객실 안에 화장실, 샤워시설, 세면도구, 수건, 목욕가운, 슬리퍼 등이 갖춰져 있어 쾌적한 기차여행을 하는 데 무리가 없다.
2016년 3월 21일 홋카이도 신칸센 개통의 영향으로 폐지되었다.

## 사용 차량

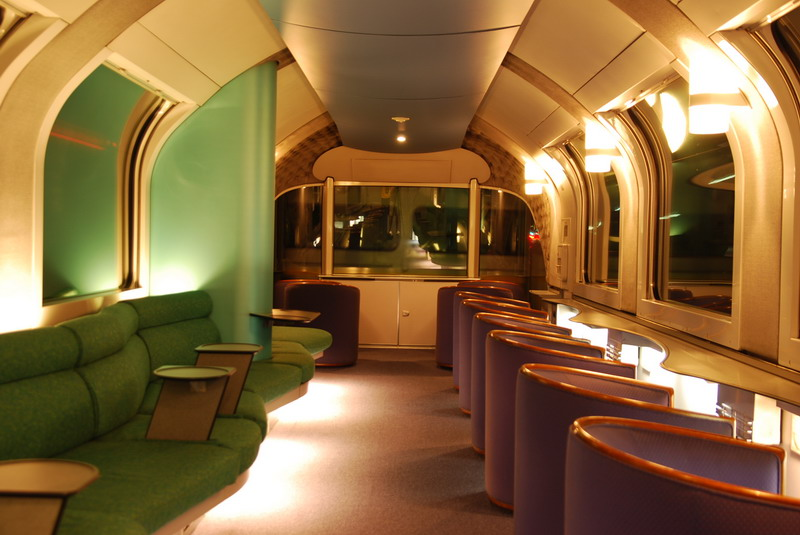
'카시오페아' 기관차 전면부에 위치한 라운지 외관

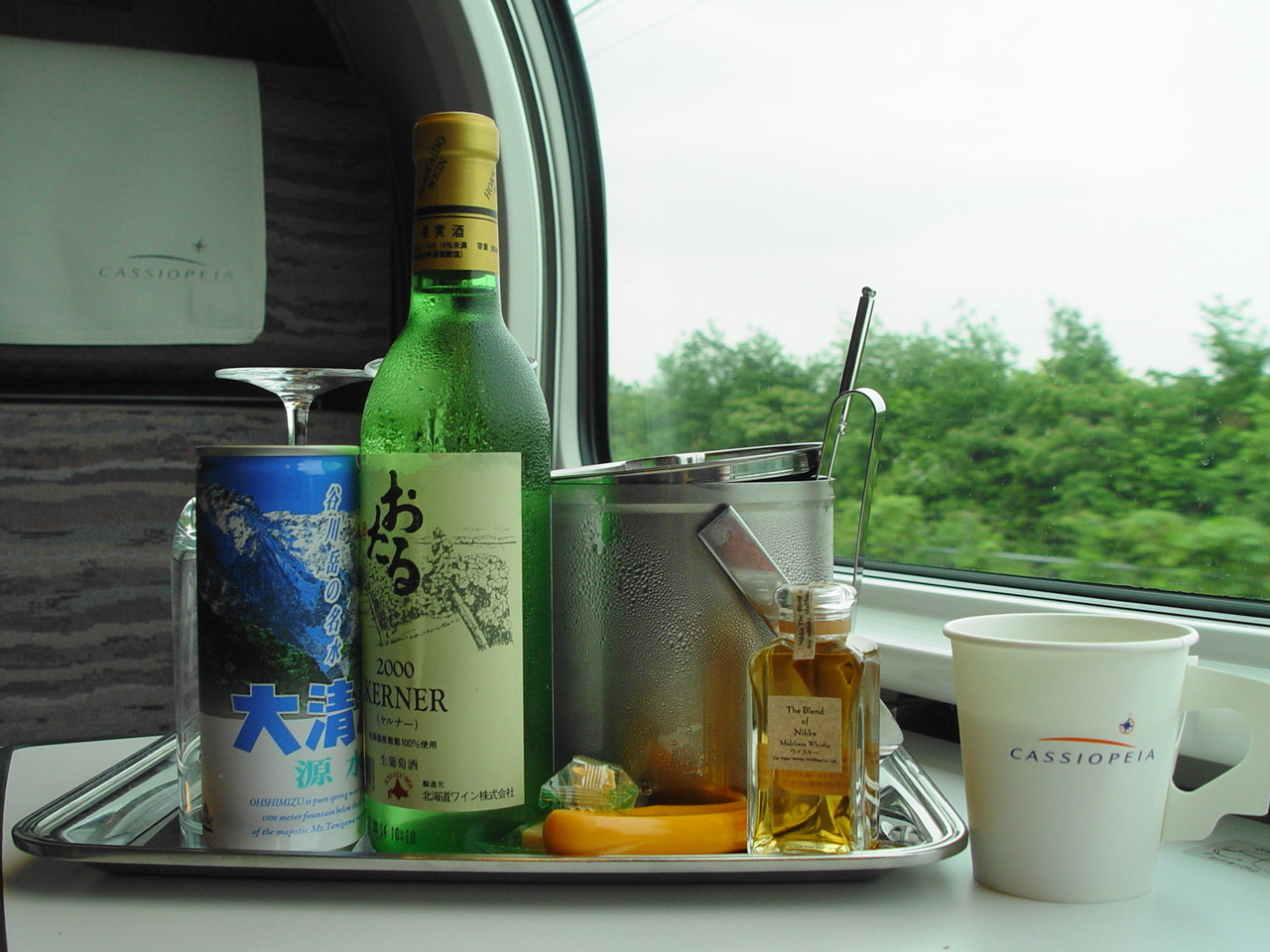
'카시오페아' 객차 내부에서 제공되는 '웰컴 드링크 미니바 세트'

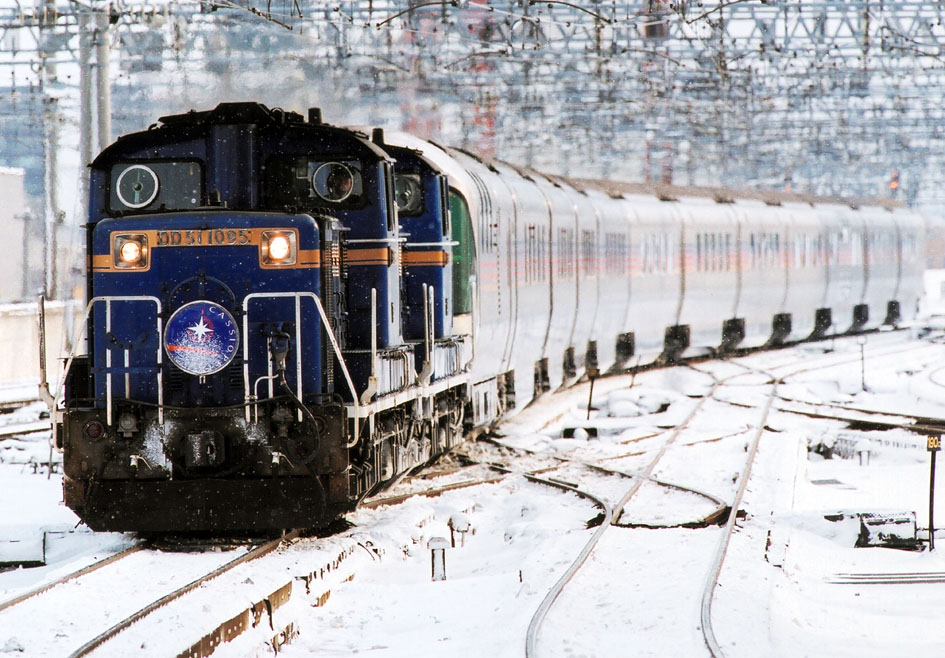
삿포로역에 도착하는 '카시오페아'

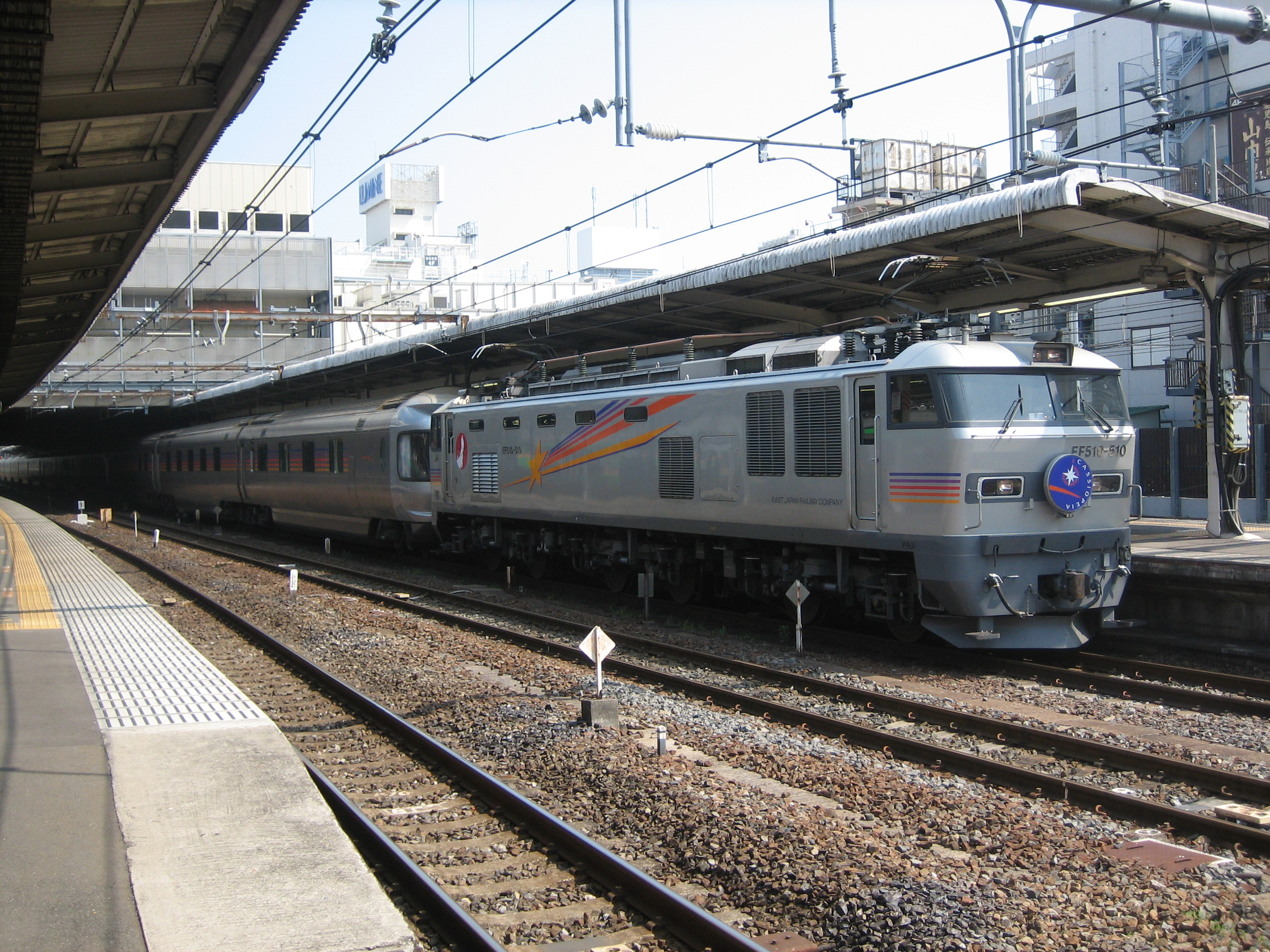
오미야 역에 정차중인 '카시오페아'

E26계 객차 12량 편성으로 운행되며, 우에노 ~ 아오모리 구간은 EF510형 전기 기관차가, 아오모리 ~ 하코다테 구간은 ED79형 전기 기관차가, 하코다테 ~ 삿포로 구간은 DD51형 디젤 기관차 중련이 각각 견인한다.
우에노 역에서 도호쿠 본선, 이와테 은하 철도선, 아오이모리 철도선, 쓰가루 해협선(쓰가루 선, 가이쿄 선, 에사시 선), 하코다테 본선, 무로란 본선, 지토세 선, 하코다테 본선 순으로 경유해 삿포로 역까지 운행된다.

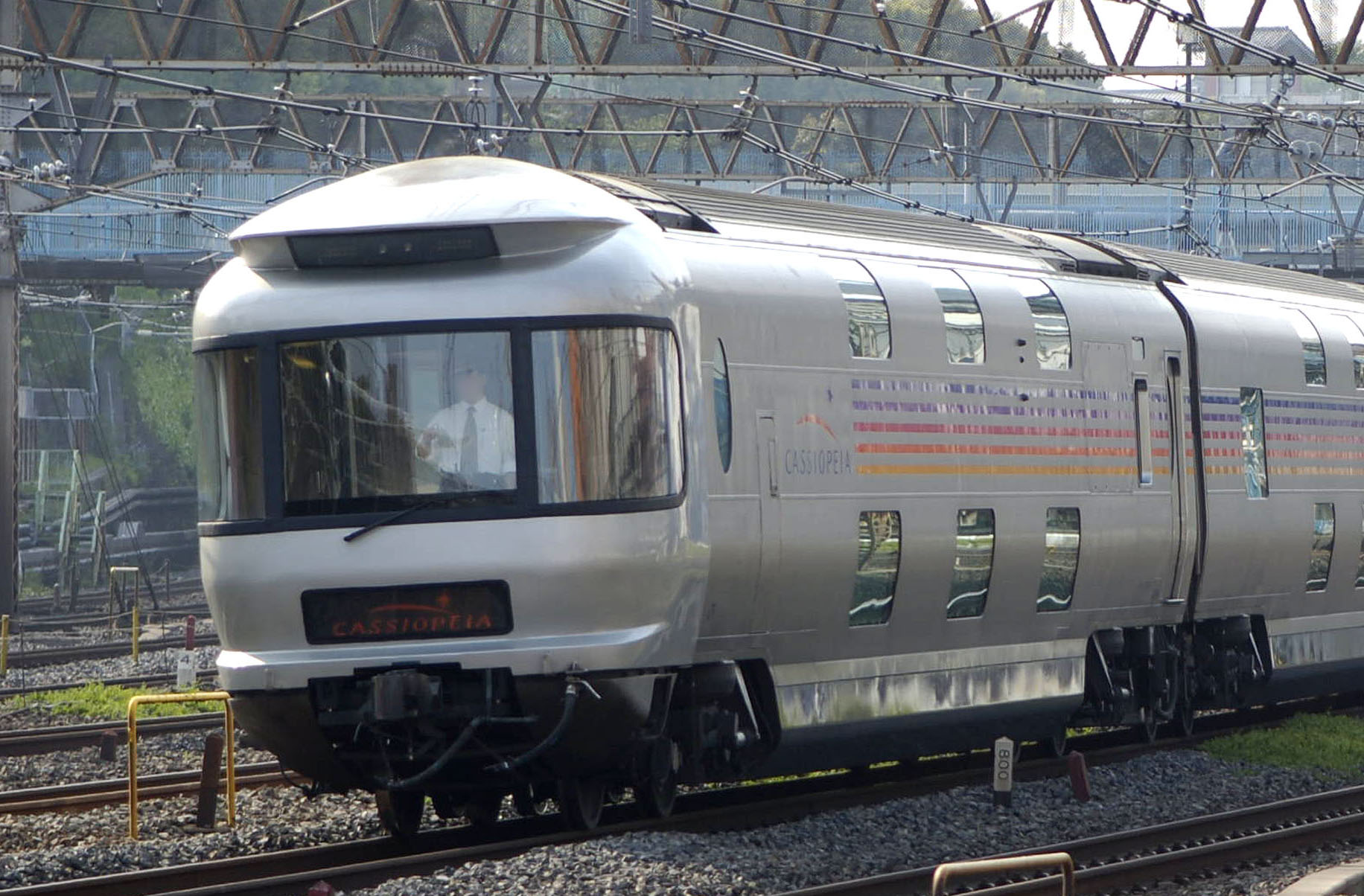
1호차로 편성되는 '스로네후 E26-1'. 사진은 추진운전으로 오쿠에서 우에노로 회송되는 모습.
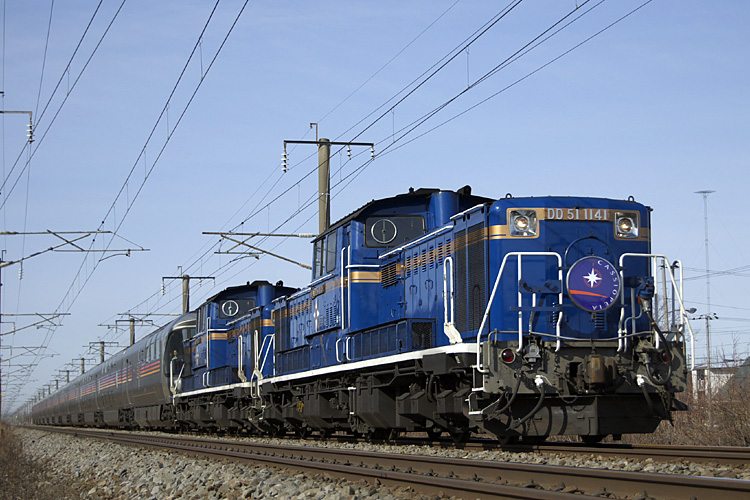
중련으로 카시오페아를 견인중인 DD51형 디젤 기관차.
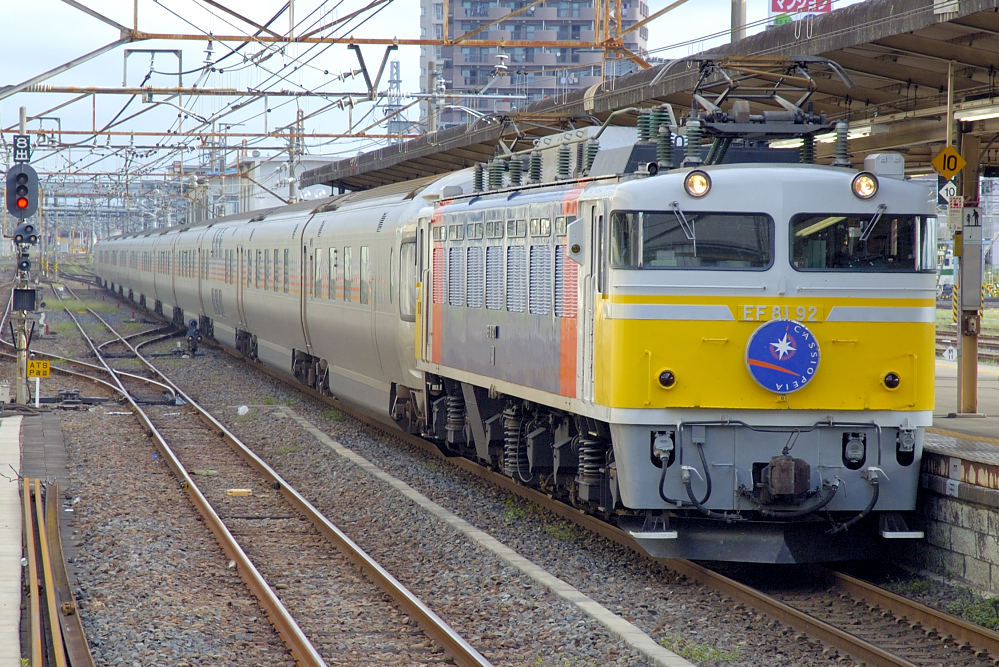
2010년 6월 24일까지 사용되었던 EF81형 전기 기관차.

## 역 목록
| 역 이름      | 일본어 이름 | 접속 노선 (갈아타기) | 소재지                 | 소재지                 | 소재지 |
| ------------ | ----------- | --- | ---------------------- | ---------------------- | ------ |
| 우에노       | 上野        | 도호쿠 본선(야마노테선, 게이힌 도호쿠 선 우쓰노미야 선, 다카사키 선, 조반 쾌속선) 도쿄 지하철 히비야 선, 도쿄 지하철 긴자 선                 | 도쿄도 다이토구        | 도쿄도 다이토구        |        |
| 오미야       | 大宮        | 조에쓰 신칸센(직결 운행) 도호쿠 본선(게이힌 도호쿠 선, 사이쿄 선 우쓰노미야 선, 다카사키 선) 도부 철도 노다 선, 사이타마 신도시 교통 이나 선 | 사이타마현             | 사이타마시 오미야구    |        |
| 우쓰노미야   | 宇都宮      | 도호쿠 본선(우쓰노미야 선), 닛코 선 | 우쓰노미야시           | 우쓰노미야시           |        |
| 고리야마     | 郡山        | 도호쿠 본선(스이군선), 반에쓰 서선, 반에쓰 동선                                                                                              | 고리야마시             | 고리야마시             |        |
| 후쿠시마     | 福島        | 오우 본선(야마가타 신칸센, 야마가타 선), 도호쿠 본선 아부쿠마 급행 아부쿠마 급행선 후쿠시마 교통 이자카 선                                   | 후쿠시마시             | 후쿠시마시             |        |
| 센다이       | 仙台        | 도호쿠 본선, 센잔 선, 센세키 선 센다이 시 교통국 지하철 난보쿠 선                                                                            | 센다이시               | 아오바구               |        |
| 이치노세키   | 一ノ関      | 도호쿠 본선, 오후나토 선 | 이치노세키시           | 이치노세키시           |        |
| 모리오카     | 盛岡        | 도호쿠 신칸센, 야마다 선, 다자와코 선(아키타 신칸센) IGR 이와테 은하 철도 이와테 은하 철도선                                                 | 모리오카시             | 모리오카시             |        |
| 아오모리     | 青森        | 오우 본선 쓰가루 선 아오이모리 철도선 | 아오모리시             | 아오모리시             |        |
| 가니타       | 蟹田        | | 아오모리현             | 아오모리현             |        |
| 하코다테     | 函館        | 하코다테 시덴 본선·오모리 선 (하코다테 역 앞 정류장)                                                                                         | 하코다테시             | 하코다테시             |        |
| 모리         | 森          | 사와라 지선 | 가야베 군 모리정       | 가야베 군 모리정       |        |
| 야쿠모       | 八雲        | | 후타미 군 야쿠모정     | 후타미 군 야쿠모정     |        |
| 오샤만베     | 長万部      | 하코다테 본선 무로란 본선 | 야마코시 군 오샤만베정 | 야마코시 군 오샤만베정 |        |
| 도야         | 洞爺        | | 아부타 군 도야코정     | 아부타 군 도야코정     |        |
| 다테몬베쓰   | 伊達紋別    | | 다테시                 | 다테시                 |        |
| 히가시무로란 | 東室蘭      | 무로란 지선 | 무로란시               | 무로란시               |        |
| 노보리베쓰   | 登別        | | 노보리베쓰시           | 노보리베쓰시           |        |
| 미나미치토세 | 南千歳      | 세키쇼 선 | 지토세시               | 지토세시               |        |
| 삿포로       | 札幌        | 삿포로 지하철 난보쿠 선 삿포로 지하철 도호 선                                                                                                | 삿포로시 기타구 주오구 | 삿포로시 기타구 주오구 |        |